# Цвјетко Поповић
Цвјетко Поповић (Прњавор, 1896 — Сарајево, 9. јун 1980) био је српски учитељ, професор, кустос, младобосанац и један од учесника Сарајевског атентата на надвојводу Франца Фердинанда, извршеног на Видовдан 1914. године. Након Сарајевског атентата, одслужио је четири године затвора у Терезину. Касније се запослио као професор и био је кустос у музеју у Сарајеву, где је и умро.

## Биографија

### Младост
Рођен је у данашњој Босни и Херцеговини, у Прњавору. Био је осамнаестогодишњи студент и студирао је у Сарајеву.
У мају 1914. године разговара са Васом Чубриловићем, који му говори о предстојећим војним маневрима којима ће командовати аустроугарски престолонаследник Франц Фердинанд. Постаје завереник, ангажован од стране учитеља Данила Илића. Он добија бомбу, револвер и упутства како се бомба активира и пуца из револвера. За заверенике, Аустроугарска је представљала тиранина.

### Атентат
Никола Пашић, председник Владе Краљевине Србије, чуо је за заверу и дао упутства да се тројица мушкараца ухапсе. Међутим, његова наређења нису спроведена и ова тројица су стигла у Босну и Херцеговину где су се удружили са колегама завереницима, Гаврилом Принципом, Мишком Јовановићем и Васиним братом Вељком Чубриловићем.
Франц Фердинанд је 28. јуна 1914. посетио Сарајево. Како је био сунчан дан, Поповић се унервозио, присећајући се је рекао:
| „                                    | Нисмо рачунали да ће време бити добро. Киша је падала данима. Сада сам морао да пронађем начин како да сакријем бомбу и пиштољ ког носим. Било је око 10 сати ујутру и људи су се окупљали око трасе куда је требало да прође престолонаследник. Нас седморица били смо раштркани по области, свако је имао бомбе, пиштољ или оба. | ” |
| — Цвјетко Поповић, Rome News-Tribune | |   |

Поворка од шест аутомобила полако и свечано кретала се главним улицама, где су је дочекали окупљени поздрави. Унутар масе налазило се и седам завереника. Свако од њих је упућен да што пре употреби оружје које му је поверено и да потом прогута капсулу калијум-цијанида, како не би пао у руке полицији и не би угрозио целу организацију. У близини полицијске станице, трећи у реду, Недељко Чабриновић, бацио је гранату на аутомобиле која је погодила следећи аутомобил после надвојводе. Било је повређених међу путницима и дочекиваоцима. Аутомобили су убрзали, људи јурили у свим правцима и у превирању које је уследило, остали атентатори губе све шансе да делују.
| „                                    | Ишао сам наоколо ошамућен, мислио сам: "Нисмо успели. Нисмо успели." Али одједном сам чуо јак врисак. Знао сам да сам погрешио. | ” |
| — Цвјетко Поповић, Rome News-Tribune | |   |

Франц Фердинанд је одлучио да промени пут и да посети болницу, у којој је био његов рањени помоћник. Његова кола наишла су директно на младог Гаврила Принципа, који је пуцао на њега, смртно га ранивши, као и његову супругу Софију.
| „                                    | Да смо знали да ће од онога шта смо урадили настати светски рат, нико од нас не би то учинио. Али наши мотиви су били чисти. Радили смо то из убеђења, а за то, дефинитивно, нема кајања. | ” |
| — Цвјетко Поповић, Rome News-Tribune | |   |

Принципа и Недељка Чабриновића полиција је ухватила и саслушала и на крају су дали имена својих колега завереника. Сви мушкарци су проглашени кривима. Према аустроугарском закону, преступник млађи од 20 година није могао бити стрељан. Недељко Чабриновић, Гаврило Принцип и Трифко Грабеж су стога добили максималну казну од двадесет година, док је Васо Чубриловић осуђен на 16 година, а Поповић на 13 година затвора у Терезину.
| „                           | Није ми било мило кад је Видовдан, после краћих летњих киша, освануо потпуно ведар. Да бих што неприметније могао да носим бомбу и револвер, био сам решио да огрнем пелерину. Али човек у пелерини на топлом јунском сунцу за време доласка престолонаследника може у очима полиције и детектива бити сумњив. Међутим, другог излаза нисам могао наћи. Забацим пелерину на леђа и пођем на кеј. Успут одврнем бомбу и затварач бацим преко плота у некакав коров на углу Аџемовића и Логавине улице... Бомбу ставим у десни џеп капута, а откочени револвер у леви. Што сам се више приближавао кеју био сам све више узбуђен. | ” |
| — Цвјетко Поповић, Политика | |   |

Поповић је ослобођен када су савезници у новембру 1918. победили Централне силе, пошто је одслужио четири године своје 13-годишње казне.

### Каснији живот
Поповић је 1922. године завршио Филозофски факултет у Београду и са места директора Учитељске школе у Јагодини долази у Ужице. Постављен је маја 1938. за директора Државне мешовите учитељске школе у Ужицу. Указом Министарства просвете августа 1940. Цветко Поповић је премештен из Ужица за директора Учитељске школе у Скопљу. Преживеће још један рат, а од 1946. биће запослен као етнолог и кустос у Земаљском музеју у Сарајеву, све до пензионисања 1962.
Ноћ уочи 50. годишњице убиства надвојводе 1964. Поповић је присуствовао предавању о атентату у Сарајеву, али није присуствовао ниједној манифестацији широм града поводом обиљежавања годишњице. Цитирано је да је рекао да не би учествовао у атентату да је знао да ће то довести до рата.
Поводом обележавања 55. годишњице тог догађаја у јуну 1969. Поповић, тада стар 73 године, дао је интервју подсећајући се на атентат.
Цвјетко Поповић је преминуо у Сарајеву 9. јуна 1980. године у 84. години живота. Сахрањен је 10. јуна 1980. године у Сарајеву.

## Књиге
- Сарајевски Видовдан, 1914.